# Апиака
Апиака (порт. Apiacá)  —  муниципалитет в Бразилии, входит в штат Эспириту-Санту. Составная часть мезорегиона Юг штата Эспириту-Санту. Входит в экономико-статистический  микрорегион Кашуэйру-ду-Итапемирин. Население составляет 8073 человека на 2006 год. Занимает площадь 193,579км². Плотность населения - 41,7 чел./км².

## Статистика
- Валовой внутренний продукт на 2003 составляет 24.320.736,00 реалов (данные: Бразильский институт географии и статистики).
- Валовой внутренний продукт на душу населения на 2003 составляет 3.093,06 реалов (данные: Бразильский институт географии и статистики).
- Индекс развития человеческого потенциала на 2000 составляет 0,723 (данные: Программа развития ООН).